# レアル・デ・カトルセ
レアル・デ・カトルセ（スペイン語："Real de Catorce"、意味「十四のレアル」）は、メキシコ中部のサン・ルイス・ポトシ州にある村。カトルセ山脈の中心部に位置する。プエブロ・マヒコ選出。かつては鉱山の町であった。正式名称は「レアル・デ・ミナス・デ・ヌエストラ・セニョーラ・デ・ラ・リムピア・コンセプシオン・デ・グアダルーペ・デ・ロス・アラモス・デ・カトルセ」（スペイン語："Real de Minas de Nuestra Señora de la Limpia Concepción de Guadalupe de los Álamos de Catorce"）である。